# Never Stop Sneakin'
Never Stop Sneakin' è un videogioco d'azione sviluppato e pubblicato nel 2017 da Humble Hearts per Nintendo Switch.
Creato dagli sviluppatori di Dust: An Elysian Tail, il gioco è una parodia di Metal Gear Solid.

## Trama
Il gioco gira attorno all'antagonista Amadeus Guildenstern, che ha viaggiato nel tempo per rapire tutti i presidenti degli Stati Uniti. Per ciò, il Department of Sneakin' decide di andare a fermare Amadeus nel suo intento.

## Modalità di gioco
Il gioco è suddiviso in missioni in cui le stanze cambiano ordine ogni volta che si ricarica, ogni volta che si fa un'azione come uccidere una guardia, si guadagnano Espionage Points (abbreviato: EP) che ricevono un moltiplicatore se uccidiamo una serie di guardie in un certo lasso di tempo, stimolando il giocatore ad essere veloce nel completamento delle missioni. Il giocatore deve muovere il personaggio ed evitare di farsi scovare dalle guardie, qualsiasi azione come sparare e assassinare sarà fatta in automatico dal personaggio. Avere un buon tempismo, evitare di apparire nel cono del campo visivo delle guardie ed evitare i sistemi di difesa sono gli elementi cruciali del gioco. Ci sono varie armi e abilità sbloccabili con gli Espionage Points
Nel gioco ci sono due boss: Dr. Acula e Helicopter.

## Sviluppo
Never Stop Sneakin' inizio come gioco solo ed esclusivamente per PC. Dean Dodrill, programmatore e designer, però, decise di portare il gioco sulla Nintendo Switch.

Il gioco è iniziato con l'idea di essere un runner 3D con un sistema di generazione procedurale in stile arcade.
"[...] E quindi avevo dei concetti per un qualcosa di semplice, qualcosa di arcade, un runner sembrava un'ottima idea per iniziare." - Dean Dodrill all'intervista di Redbull
Inizialmente, il gioco aveva un'estetica molto rudimentale e cruda. L'intento era quello di avere uno stile pixel art, ma 3D. E quindi, si decise di andare per uno stile dei giochi per la Playstation 1.

### Storia
La stora era pianificata come una parodia comica delle storie di Hideo Kojima
"Abbiamo cercato di creare il plot più assurdo immaginabile, ma senza oltrepassare la linea in cui non aveva più senso."  - Kain, collaboratore di Dean all'intervista di Redbull

### Rilascio
Il gioco fu rilasciato sulla Nintendo Switch il 2017, ma senza il sistema di generazione procedurale.